# Distrito de Münchwilen
El Distrito de Münchwilen es uno de los cinco nuevos distritos del cantón de Turgovia, Suiza. Tiene una superficie de 155,4 km². La capital del distrito es Münchwilen.

## Geografía
El distrito de Münchwilen limita al norte con el distrito de Frauenfeld, al este con el de Weinfelden (anteriormente Bischofszell), al sur con los de Wil (SG) y Toggenburg (SG), y al oeste con los de Hinwil (ZH), Pfäffikon (ZH) y Winterthur (ZH).

## Comunas
| Distrito de Münchwilen | Distrito de Münchwilen | Distrito de Münchwilen |
| Comunas                | Población (31.12.2014) | Superficie km²         |
| ---------------------- | ---------------------- | ---------------------- |
| Aadorf                 | 8599                   | 20.0                   |
| Bettwiesen             | 1131                   | 3.85                   |
| Bichelsee-Balterswil   | 2785                   | 12.27                  |
| Braunau                | 760                    | 9.19                   |
| Eschlikon              | 4228                   | 6.20                   |
| Fischingen             | 2592                   | 30.67                  |
| Lommis                 | 1198                   | 8.63                   |
| Münchwilen             | 5165                   | 7.78                   |
| Rickenbach             | 2736                   | 1.57                   |
| Sirnach                | 7551                   | 12.43                  |
| Tobel-Tägerschen       | 1510                   | 7.07                   |
| Wängi                  | 4490                   | 16.41                  |
| Wilen                  | 2367                   | 2.26                   |
| Total (13)             | 45 112}}               | 138.22                 |

### Reforma
Desde el 1 de enero de 2011 con la entrada en vigor de la nueva reforma territorial del cantón de Turgovia, el distrito fue modificado de la siguiente forma:
- Aadorf (+ del distrito de Frauenfeld).
- Affeltrangen, Schönholzerswilen y Wuppenau (- hacia el distrito de Weinfelden).

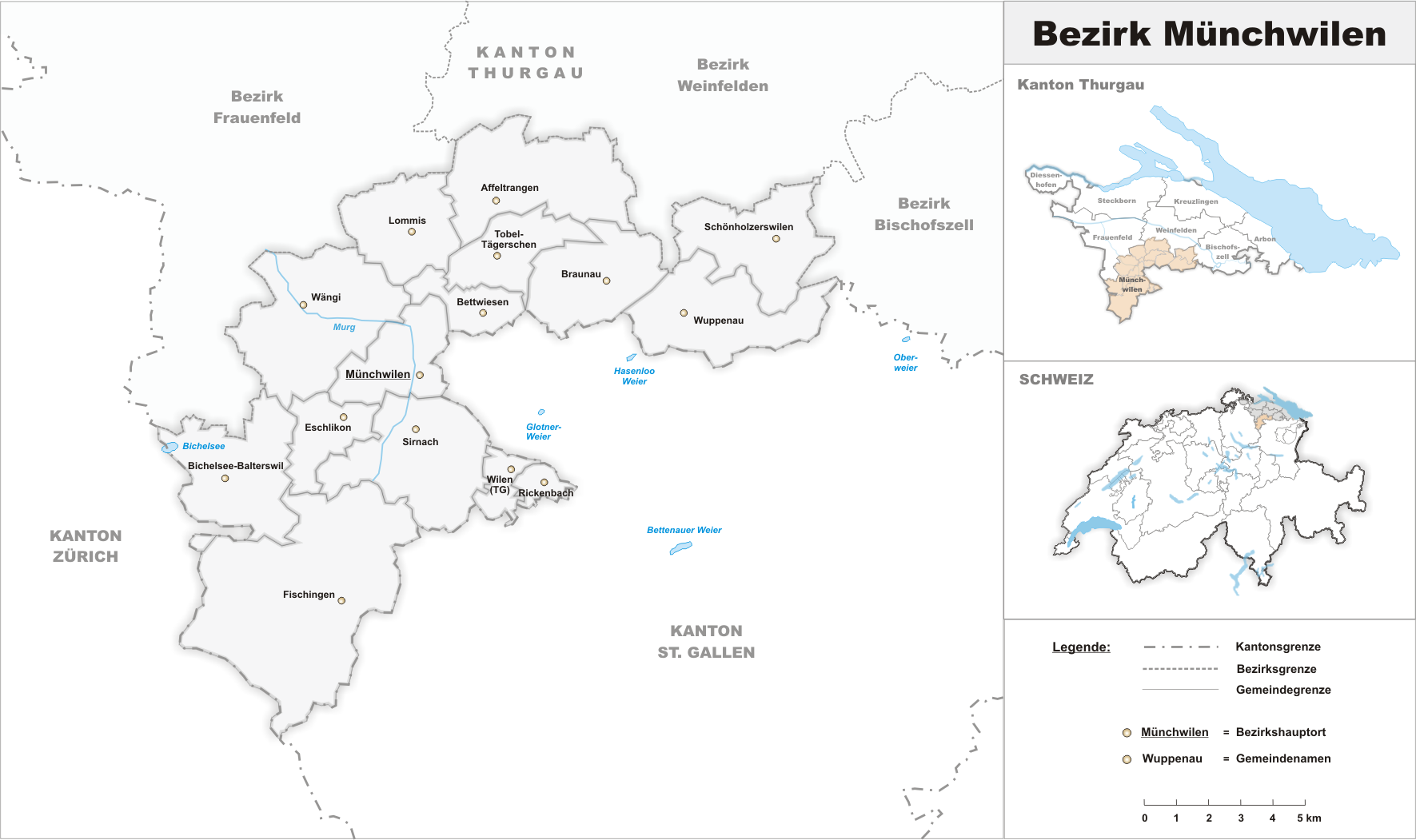
Distrito de Münchwilen hasta 2010.